# 809
Évszázadok: 8. század – 9. század – 10. század
Évtizedek: 750-es évek – 760-as évek – 770-es évek – 780-as évek – 790-es évek – 800-as évek – 810-es évek – 820-as évek – 830-as évek – 840-es évek – 850-es évek
Évek: 804 – 805 – 806 – 807 –  808 – 809 – 810 – 811 – 812 – 813 – 814

## Események

### Európa
- Krum bolgár kán a Kárpát-medence keleti felének elfoglalása után a Bizánci Birodalomhoz tartozó Makedóniára támad és néhány hetes ostrom után elfoglalja Serdicát (ma Szófia). Bár a magukat megadó védőknek szabad elvonulást ígért, valamennyiüket (hatezer főt) lemészároltatja.
- Obelerio degli Antenori velencei dózse a frankokkal szövetkezik, frank feleséget választ magának. Emiatt bizánci hadihajók kötnek ki a velencei lagúnánál, de egy frank flotillától vereséget szenvednek.
- Gudfred dán király az előző évi támadás után követséget küld Nagy Károly frank császárhoz, de nem sikerül békét kötniük. Az előző évben elűzött Thrasco (Drozsko) obodrita fejedelem megtámadja a dánokkal szövetséges vilceket és visszaállítja fennhatóságát a dánok által meghódoltatott szlávok felett.
- Jámbor Lajos (Nagy Károly fia) személyesen folytatja az Ibériai-félszigeten Tortosa ostromát (ennek során Nyugat-Európában először említik mangonel ostromgépek használatát), de nem jár sikerrel és negyven nap múlva elvonul.
- Meghal Aureolus, Aragónia grófja. Helyére Jámbor Lajos a baszk Aznar Galíndezt nevezi ki.
- Az aacheni zsinaton a frank püspökök beillesztik a filioque szót a niceai hitvallásba (miszerint a Szentlélek az Atyától és a Fiútól származik). III. Leó pápa elutasítja a változtatást.

### Abbászida Kalifátus
- Hárún ar-Rásíd kalifa az ottani felkelés miatt Horászánba vonul és leváltja a népszerűtlen Ali ibn Íszá ibn Máhán kormányzót. Útközben megbetegszik és Túsz közelében 43 éves korában meghal. Utóda második (de anyja révén előkelő származású) fia, al-Amín. Az örökösödés békésen zajlik, a horászáni felkelők leteszik a fegyvert és az új kalifa bátyját, al-Mamúnt nevezi a tartomány kormányzójává.

### Kelet-Ázsia
- Heizei császár súlyosan megbetegszik. Mivel úgy érzi, hogy halálán van lemond a trónról öccse, Szaga javára. Ezután felgyógyul és még 14 évig él Narában.
- Koreában Edzsang sillai király nagybátyja meggyilkolja és Hondok néven maga foglalja el a trónt.
- Meghal Kang, a koreai Palhe királya. Utóda fia, Csong.

## Születések
- Tang Csing-cung, kínai császár
- Tang Ven-cung, kínai császár

## Halálozások
- március 24. – Hárún ar-Rasíd, abbászida kalifa
- március 26. – Liudger, fríz hittérítő
- Aureolus, aragóniai gróf
- Edzsang, sillai király
- Kang, palhei király

## Fordítás
- Ez a szócikk részben vagy egészben  a(z)   809 című angol Wikipédia-szócikk ezen változatának fordításán alapul.  Az eredeti cikk szerkesztőit annak laptörténete sorolja fel. Ez a jelzés csupán a megfogalmazás eredetét és a szerzői jogokat jelzi, nem szolgál a cikkben szereplő információk forrásmegjelöléseként.